# 김로사 (뮤지컬 배우)
김로사(1983년 8월 17일 ~ )는 대한민국의 뮤지컬 배우이자 영화 배우이다. 부산광역시 출신이다.

## 학력
- 1999년 ~ 2001년 부산여자상업고등학교 (졸업)
- 2003년 ~ 2003년 명지전문대학 연극영상과 (중퇴)
- 2002년 ~ 2002년  서울예술예술전문대학 남산교육원 연기과 (수료)

## 연극 & 뮤지컬 배우
- 2015년 한밤중에 개에게 일어난 의문의 사건
- 2013년 저고리 시스터즈
- 2010년 진짜 신파극
- 2010년 아 나의 조국
- 2008년 희망세일
- 2007년 상이 - 무희 역
- 2004년 뮤지컬 십이야

## 영화
- 2014년 소녀괴담 - 창고 귀신 역
- 2009년 너와 나의 21세기 - 마트 판촉직원 역
- 2005년 연애 - 보도방 여자 (목소리) 역